# Terregada
|  | No s'ha de confondre amb Terragada. |

La terregada és un plat de caràcter rústic típic de la cuina de Terrassa de principis del segle xx, consisteix en sang i freixures o menuts (normalment consisteix en pulmons – també anomenats perdiu -, cor i fetge) guisades amb una mica picantó. El plat deu el seu nom a la semblança que tenia degut al seu color amb la terragada de carbó, molt utilitzada per encendre els brasers en aquells temps. La tradició d'elaborar-lo s'ha perdut, per`coneix un rebrot

## Elaboració
Es fregeix en una paella amb oli calent la sang i les freixures i se li afegeix oli, ceba i tomàquet. Quan tot està cuit se li afegeix una picada d'ametlles i es deixa coure uns minuts. Se serveix amb allioli al damunt de manera opcional.

## Botifarra terregada
El 2010, el xef egarenc Artur Martínez i el mestre xarcuter Xavier Casanovas han presentat un nou tipus de botifarra elaborada a base de menuts del porc, cebes, alls, ametlles i vi ranci, inspirada en el tradicional plat de la cuina egarenca.